# Aloisie Josefa z Lichtenštejna
Aloisie Josefa z Lichtenštejna (německy Aloisia Josepha von Liechtenstein, 20. března 1670 - 29. srpna 1736, Štýrský Hradec) byla rakouská šlechtična ze starobylého knížecího rodu Lichtenštejnů, kteří drželi své domovské statky na území dnešního Česka (Jižní Moravy) a Rakouska.

## Život
Aloisie Josefa z Lichtenštejna se narodila jako dcera knížete Maxmiliána II. z Lichtenštejna (1641-1709) a jeho manželky Johany Beatrix (1650–1672), dcery Karla Eusebia z Lichtenštejna a Johany Beatrix, rozené z Ditrichštejna. Měla sestru Marii Maxmilianu Beatrix (1672 – ?), provdanou za hraběte Jana Zikmunda z Rottalu († 1717). 

### Manželství a děti
Dne 3. dubna 1691 se provdala za Františka Viléma II., regenta hrabství Hohenems a věrného poddaného císaře Leopolda I., jemuž sloužil jako císařský komorník a v armádě jako nadporučík a velitel pluku. 
Františkův starší bratr Jakub Hanibal III. z Hohenemsu byl formálním regentem Schellenberského panství a hrabství Vaduz. V době manželství Aloisie Josefy se s Františkem Vilémem II. seznámil její bratr kníže Jan Adam I. Ondřej z Lichtenštejna. 
Jakub Hanibal byl ve finanční tísni a císaře na jeho majetek uvalil nucenou správu. Tato skutečnost díky manželství později umožnila Lichtenštejnům převzít od hrabat Hohenemsů panství Schellenberg a hrabství Vaduz, které vytvořily základ pro vznik moderního Lichtenštejnského knížectví.
František Vilém II. z Hohenemsu padl 27. srpna 1691, jen několik měsíců po svatbě v Petrovaradínské pevnosti u Nového Sadu v dnešním Srbsku. Za dalších několik měsíců po jeho smrti porodila Aloisie Josefa syna Františka Viléma (1692-1759), který se stal generálmajorem v císařské armádě. 
Dne 1. září 1692 se vdova provdala podruhé, za šlechtice Jakuba Arnošta hraběte z Leslie († 1737).